# Nature Geoscience
Nature Geoscience — научный журнал, издаваемый Nature Publishing Group с 2008 года, посвящённый наукам о Земле.
В 2010 году журнал обладал импакт-фактором 10,392

## О журнале
Журнал публикует статьи, посвящённые последним достижениям в науках о Земле. Основные направления исследований, представленные в журнале, включают в себя:
- Наука об атмосфере
- Биогеохимия
- Климатология
- Геобиология
- Геохимия
- Геоинформатика
- Геология
- Геомагнетизм и палеомагнетизм
- Геоморфология
- Геофизика
- Гляциология
- Гидрология и лимнология
- Минералогия и физика минералов
- Океанография
- Палеонтология
- Палеоклиматология и палеоокенография
- Петрология
- Планетарные науки
- Сейсмология
- Физика космоса
- Тектоника
- Вулканология